# 구스타프 말러

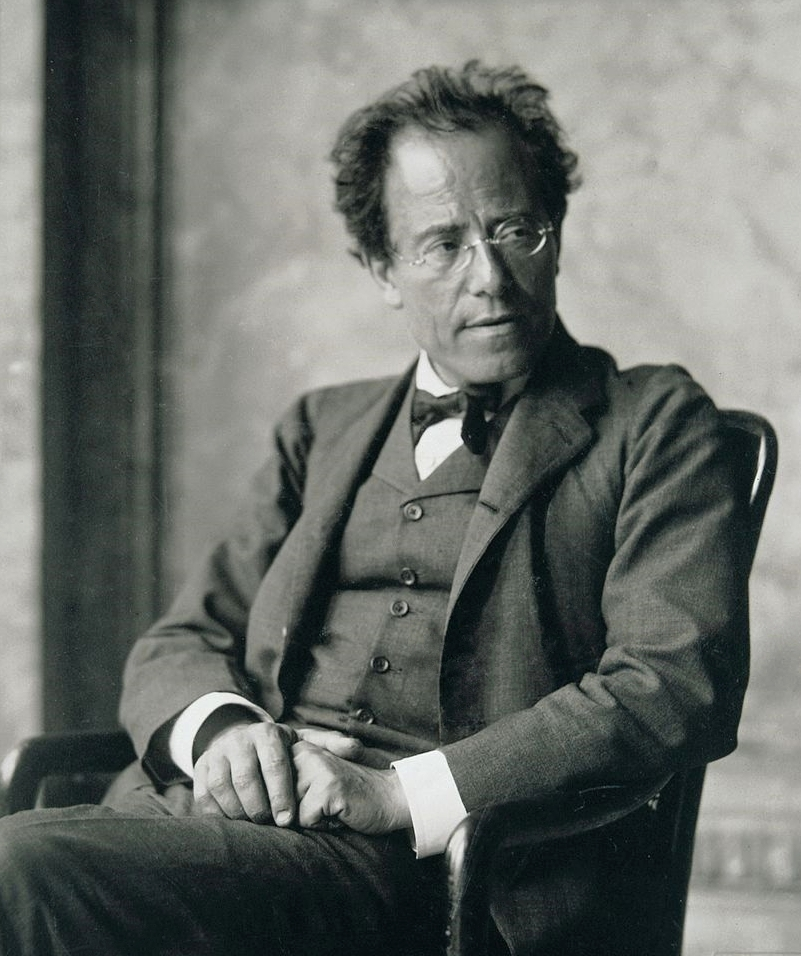
구스타프 말러, 1907년 빈 국립 오페라 극장 마지막 시기의 사진

구스타프 말러 (독일어: Gustav Mahler 1860년 7월 7일 ~ 1911년 5월 18일)는 보헤미아 태생의 후기 낭만파 작곡가이자, 지휘자이다. 작곡가로서 그는 19세기 오스트리아-독일 전통과 20세기 초의 현대주의 사이의 다리 역할을 담당하였다. 지휘자로서의 그의 위치는 확립되었지만, 그의 음악은 나치 시대 동안 유럽에서 공연 금지를 포함한 무관심의 기간 후에야 폭넓은 인기를 얻었다. 1945년 이후 새로운 음악 세대는 그의 음악을 재발견했다. 그 후 말러는 20세기의 작곡가들 중 가장 자주 연주되고 녹음된 작곡가 중 한 명이 되었다. 2016년 BBC 뮤직 매거진 151명의 지휘자를 대상으로 한 설문조사에서 그의 교향곡 중 3곡은 역대 최고의 교향곡 10위 안에 올랐다.
보헤미아(당시 오스트리아 제국 일부)에서 독일어를 구사하는 유대인으로 태어난 말러는 어린 나이에 음악적 재능을 보였다. 1878년 빈 음악원을 졸업한 뒤 유럽 오페라하우스에서 지휘직을 연이어 맡아 1897년 빈 국립 오페라 극장 감독으로 발탁됐다. 빈에서 10년 동안, 감독 자리를 확보하기 위해 가톨릭으로 개종한 말러는 반유대 언론의 적대와 비판을 경험했다. 그럼에도 불구하고, 그의 혁신적인 작품들과 공연 수준의 기준에 대한 고집은 특히 바그너, 모차르트, 차이코프스키의 지휘자로서의 그의 명성을 높였다. 후반기에는 잠시 동안 뉴욕 메트로폴리탄 오페라와 뉴욕 필하모닉 오케스트라의 감독을 맡았다.
말러의 삶의 대부분은 지휘자로 활동했기 때문에 그의 작품은 제한적이다. 그가 빈에서 학생이었을 때 작곡한 피아노 사중주곡과 같은 초기 작품들을 제외하고, 말러의 작품은 대부분 대형 관현악단, 교향악 합창단, 그리고 오페라의 솔로 연주자들을 위해 만들어졌다. 이 작품들은 초연 되었을 때 논란이 많았다. 예외로 그의 두 번째 교향곡 〈부활〉, 3번째 교향곡, 1910년 그의 8번째 교향곡은 성공적이였다. 말러의 음악 후계자들 중에는 제2 비엔나 학교의 작곡가들, 특히 아르놀트 쇤베르크, 알반 베르크, 안톤 베베른이 있다. 드미트리 쇼스타코비치와 벤저민 브리튼 또한 말러에게 영향을 받은 20세기 후반의 작곡가들이다. 국제 구스타프 말러 협회는 작곡가의 삶과 업적을 기리기 위해 1955년 설립되었다.
말러는 그의 생애 동안에는 위대한 오케스트라 지휘자로서 알려졌으나, 그는 사후에 후기 낭만파의 중요한 작곡가로 평가되었으며, 특히 교향곡과 가곡 (특히 〈방황하는 젊은이의 노래〉와 〈죽은 아이를 위한 노래〉), 교향곡과 가곡의 두 성격을 띠는 《대지의 노래》가 유명하다.
그는 “교향곡은 하나의 세계와 같이 모든 것을 포함해야 한다”는 생각에 따라 작곡하였고, 교향곡을 길이와 우주적이고 형이상학적인 시야 모두에 있어서 새로운 발전의 단계로 올려놓았다. 또한 말러는 베토벤의 영향을 받아 교향곡에 성악을 주입하는 시도를 하였다. (그의 《교향곡 3번》은 일반적인 교향곡 레퍼토리 중에서 가장 긴 약 100분 이상의 시간을 소요한다. 그의 《교향곡 8번》은 천 명이 넘는 연주자에 의해 초연되었으며 교향곡 중에 가장 거대한 오케스트레이션을 갖고 있다.) 그는 그의 교향곡 일부에 니체와 괴테의 철학, 중세 종교 상징주의와 영성을 표현하는 가사를 사용했다. 그의 작품은 이제 세계 주요 관현악단의 기본 레파토리의 일부가 되었다.

## 생애

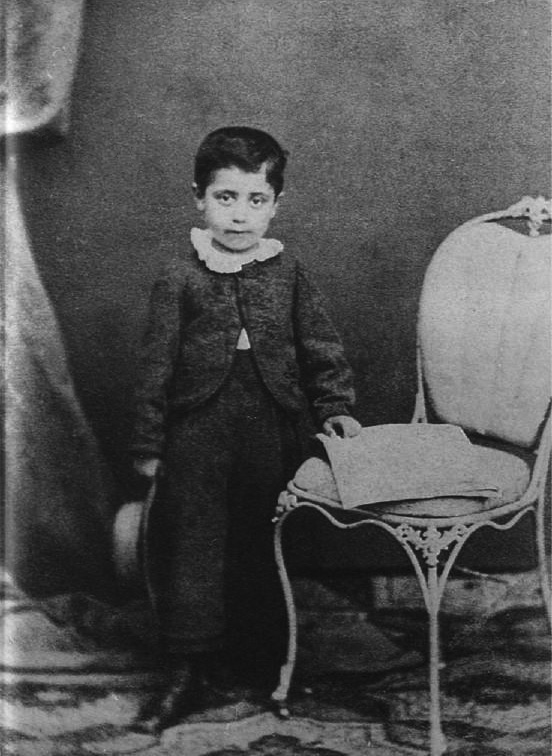
7살의 구스타프 말러

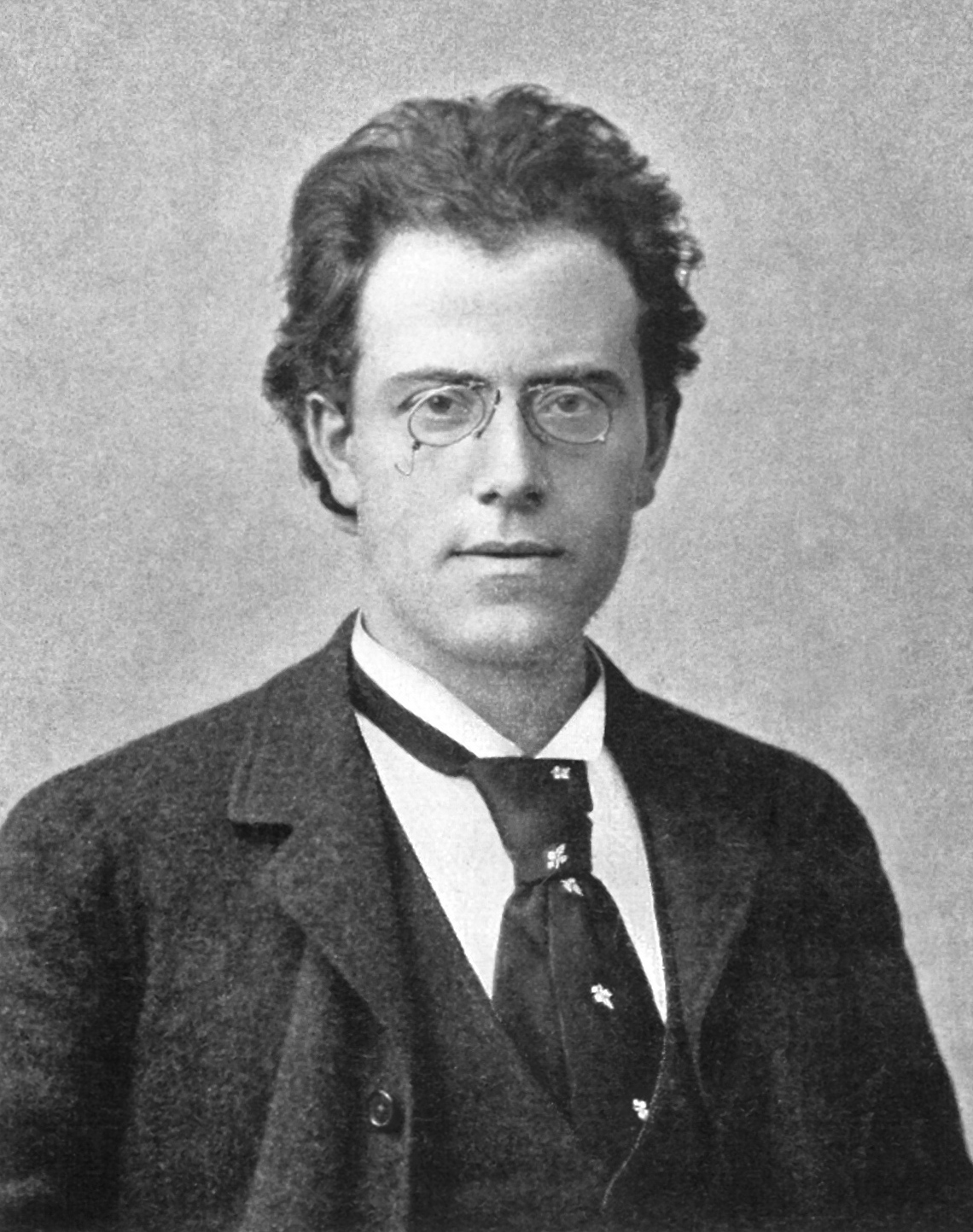
1892년의 말러

### 초기
구스타프 말러는 보헤미아 지방 칼리슈트의 유대인 가족에게서 태어났다. 그의 부모는 곧 오스트리아-헝가리 제국 내 모라비아의 이글라우로 이주했고, 말러는 거기에서 그의 어린 시절을 보냈다. 아들이 음악에 재능이 있다는 사실을 안 부모는 그가 여섯 살 때에 피아노 레슨을 받게 했다. 1875년에 열다섯 살의 말러는 빈 음악원에 입학하여 율리우스 엡슈타인에게서 피아노를, 로베르트 푹스에게서 화성학을, 프란츠 크렌에게서 작곡을 배웠다. 3년 뒤에 말러는 빈 대학에 입학하였는데, 안톤 브루크너가 거기에서 강의하고 있었다. 말러는 거기에서 음악과 역사, 철학을 공부했다. 대학에 다니는 동안, 그는 음악 선생으로서 일하면서 그의 첫 주요한 작곡 시도로서 칸타타 〈탄식의 노래〉를 지었다. 이 곡은 경연에 참가하였으나 입상하는 데에는 실패했다.

### 대학 졸업 후
1880년대, 말러는 지휘자로서의 그의 생애를 바트 할(Bad Hall)의 여름 극장에서 시작했다. 그 다음 해부터 그는 차례로 큰 오페라 하우스의 지휘자 자리를 가졌다. 1881년에는 류블랴나, 1882년에는 올로뮈츠, 1883년에는 빈, 1884년에는 카셀, 1885년에는 프라하, 1886년에는 라이프치히, 1888년에는 부다페스트로 갔다. 1887년에, 그는 아픈 아르투르 니키쉬를 대신해 바그너의 《니벨룽의 반지》를 연주하며 평론가와 대중 사이에서 명성을 확고히 했다. 그 다음 해에, 그는 칼 마리아 폰 베버의 미완성 오페라 〈세 사람의 핀토〉의 완성된 연주용 판을 만들었으며, 그것의 성공으로 경제적인 보상을 받았고 또한 서서히 그의 명성이 높아지는 데에 기여했다. 그의 첫 장기 계약은 1891년의 함부르크 오페라에서였으며 거기서 1897년까지 머물렀다. 거기에 있는 동안, 그는 북오스트리아의 슈타인바흐 암 아터제(Steinbach am Attersee)에서 여름 휴가를 보내며, 휴가 기간 동안에 작곡에 집중, 그의 《교향곡 2번》의 일부와 《교향곡 3번》, 유명한 민요 시집에 기초한 가곡 모음집 《‘어린이의 이상한 뿔피리’로부터의 가곡》의 대부분을 완성했다.

### 빈 오페라에서
1897년, 서른 일곱의 말러는 오스트리아 제국에서 가장 존경받는 음악적 지위인 빈 오페라의 감독직을 제안받았다. 그 자리는 '황실' 지위였고, 오스트리아-헝가리 제국의 법에 따르면 그 자리는 유대인이 맡을 수 없었다. 독실한 유대교인이 전혀 아니었던 말러는, 이 때문에 로마 가톨릭교회로 종교를 바꾸었다. 빈 오페라에서의 그의 십 년은 빈 오페라의 레파토리와 예술적 기준의 변화를 가져왔으며, 이는 그의 치열한 성격과 주목할 만한 완벽주의, 그리고 완고한 의지에서부터 비롯되었다. 프랑스 작곡가 쥘 마스네의 작품이 말러가 오페라단을 맡았을 당시의 스타일에 부합했다면, 그의 지휘 하에서 대중은 볼프강 아마데우스 모차르트, 루트비히 판 베토벤, 그리고 크리스토프 빌리발트 글루크의 작품을 접하게 되었다. 말러는 매 해 아홉 달을 오페라단에서 일했고, 여름에만 작곡할 여유가 있었다. 이 여름을 그는 주로 마이어닉(Maiernigg)에서 보냈고, 그는 뵈르터제(Wörthersee)에 작은 오두막을 갖고 있었다. 거기에서 그는 교향곡 4번부터 8번, 프리드리히 뤼케르트의 시에 기초한 《뤼케르트 가곡》과 《죽은 아이를 그리는 노래》, 그리고 그의 '어린이의 이상한 뿔피리' 가곡의 마지막인 《북 치는 소년》을 작곡했다.
1902년에, 말러는 알마 쉰들러(1879년–1964년)와 결혼했고, 사이에 두 딸을 두었는데, 후에 조각가가 된 안나 유스티네 말러 ('Gucki'; 1904–1988) 와 성홍열로 다섯 살에 죽은 마리아 안나 ('Putzi'; 1902–1907)였다.
첫째 딸의 죽음으로 슬픔에 빠진 그에게 또다른 타격이 찾아왔다. 같은 해에 그는 심장병 (감염성 심장 내막염) 이 있다는 사실을 알게 되었고, 그의 운동을 제한하고 그의 걸음 수를 세도록 처방받았다. 오페라단에서의 예술적 문제에 대한 그의 완고함은 적을 만들어냈고, 또한 언론의 반유대주의적인 공격은 그를 더욱 괴롭혔다. 그의 1907년 오페라단 사임은 전혀 의외의 일이 아니었다.
말러 자신의 음악은 생전에는 널리 자주 연주되지는 않았고, 또한 대개 그리 반응이 나빴다. 상대적으로 짧고 고전적 형태를 띤 《교향곡 4번》은 일각에서 어느 정도의 인정을 받았지만, 그의 작품이 큰 대중적 성공을 거둔 적은 거대한 《교향곡 8번》의 1910년 뮌헨 초연이 처음이었다. 하지만 그가 그 이후에 쓴 곡들은 그의 생전에 연주되지 않았다.

### 말년

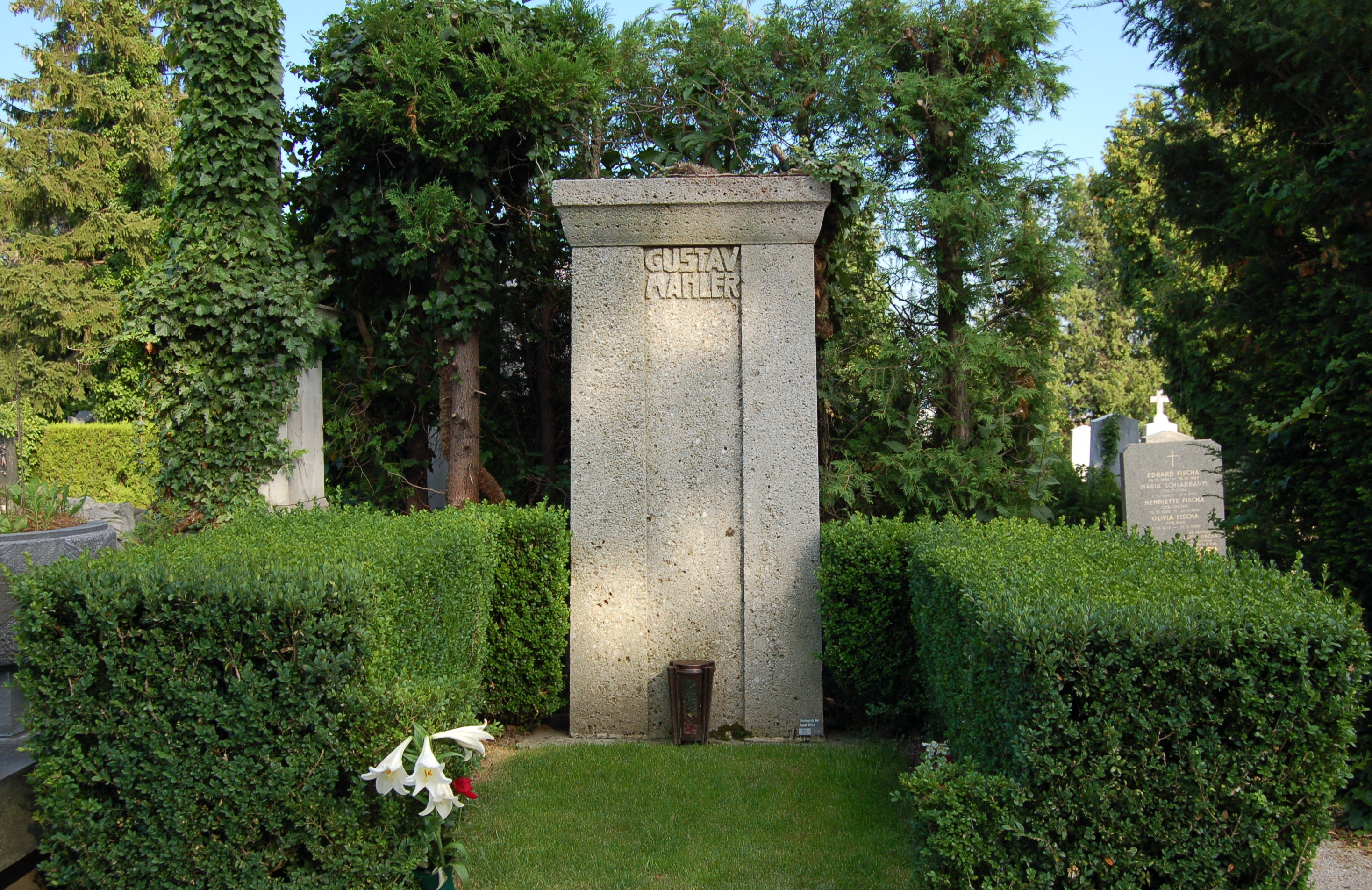
빈 그린칭 공동묘지의 말러 묘소

빈 오페라를 떠난 이후, 그는 뉴욕의 메트로폴리탄 오페라로부터의 제안을 받았다. 그는 1908년에 거기에서 한 시즌을 지휘했지만, 대체로 아르투로 토스카니니를 선호하여 밀려나게 되었다. 그는 대중과 비평가 모두에게서 굉장히 호평을 받았지만, 메트 위원회 위원들의 선호도에서 밀려났다. 유럽에 돌아와서 결혼 생활에 위기와 알마의 불륜이 드러나고, 말러는 1910년에 지그문트 프로이트와 한 번의 (그리고 분명히 도움이 된) 면담을 가졌다.
유서깊은 뉴욕 필하모닉과 지휘 계약에 서명하고 난 후, 말러와 그의 가족은 다시 미국으로 떠났다. 이 시기에 그는 《대지의 노래》와, 마지막 완성작이 된 《교향곡 9번》을 완성했다. 1911년 2월에 길고 힘든 뉴욕에서의 콘서트 시즌 도중에, 말러는 연쇄상구균 감염으로 크게 앓았고, 발열이 있는 상태에서 그의 마지막 공연 (프로그램에는 그의 《교향곡 4번》과 부조니의 Berceuse élégiaque 초연이 포함되어 있었다) 을 가졌다. 유럽에 돌아와 그는 파리로 옮겨졌고, 거기에서 가장 최근에 개발된 새 혈청을 접종받았다. 하지만 약은 듣지 않았고, 그의 요청에 따라 빈으로 옮겨졌다. 그는 거기에서 감염증으로 1911년 5월 18일, 나이 오십에 그의 《교향곡 10번》을 미완성 상태로 두고 세상을 떠났다. 그는 그의 유언에 따라, 빈 외곽의 그린칭 공동묘지에 그의 딸 옆에 안장되었다.
“나는 삼중으로 고향이 없다”고 말러가 말한 적이 있다. “오스트리아 안에서는 보헤미아인으로, 독일인 중에서는 오스트리아인으로, 세계 안에서는 유대인으로서. 어디에서도 이방인이고 환영받지 못한다.”

## 인물상, 성격

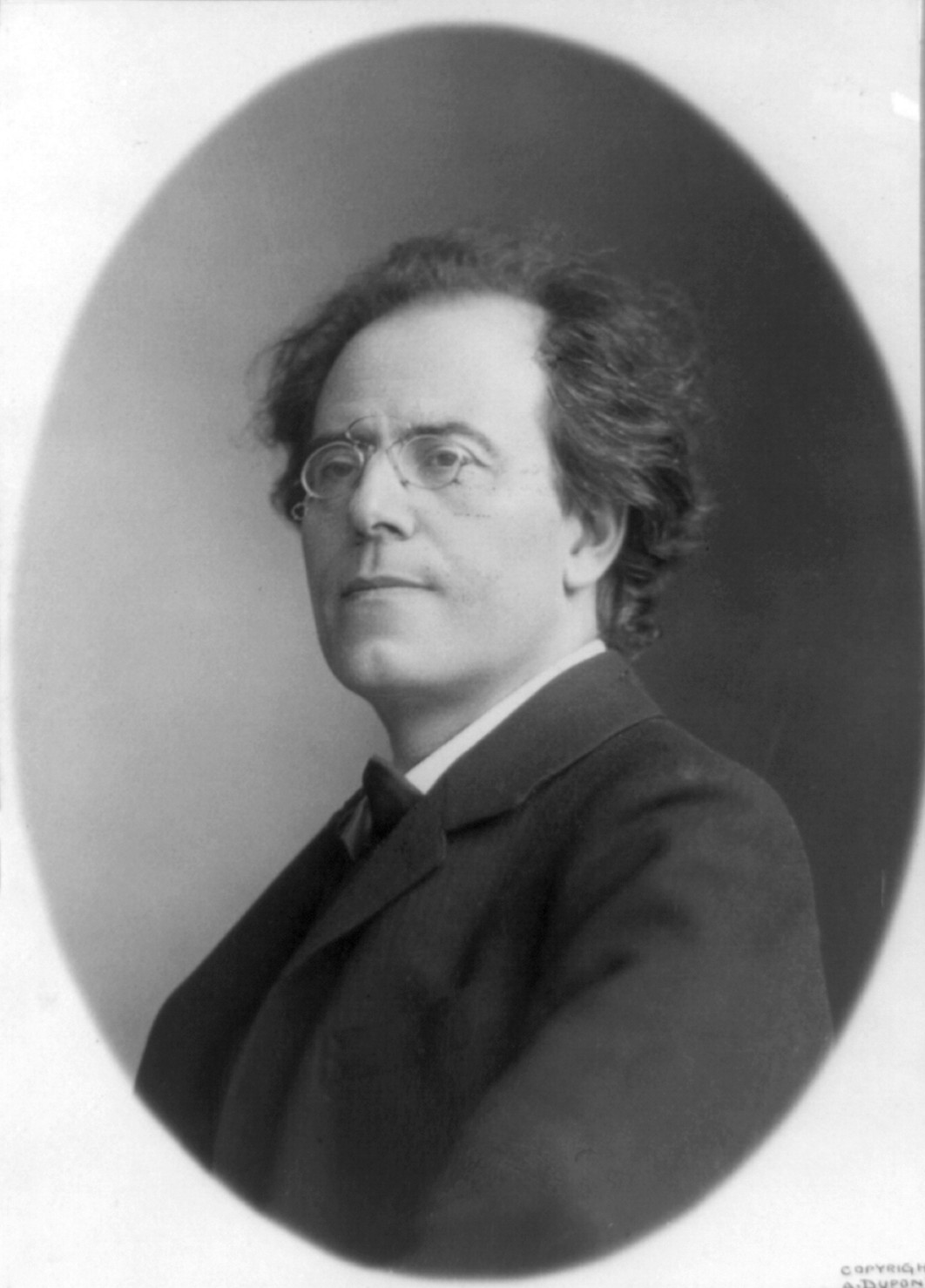
1909년의 말러

출생에 관하여 말러는 “나는 삼중으로 고향이 없다. 오스트리아 안에서는 보헤미아인으로, 독일인 중에서는 오스트리아인으로, 세계 안에서는 유대인으로서. 어디에서도 이방인이고 환영받지 못한다.”라고 말했다. 말러는 지휘자로서 높은 지위를 구축했음에도 불구하고 작곡가로서는 빈의 비평가의 평가로 인정받지 못했다. (말러 교향곡 작품이 빈에서 호평을 받게 된 것은 만년부터이다. 그 이전에는 말러 자작 연주에 대해서 빈의 저널리즘 등에서 "자작의 선전에 열중하고만 있다"와 중상하는 것도 있었다.) 그의 교향곡은 11곡 중 7곡(1번을 현재 판에서 생각하면 8곡)이 오스트리아인에게는 이미 외국이 되고 있던 독일에서 초연되고 있다. 말러에게 "아웃사이더(부외자)"로서 의식은 평생 사라지지 못했고, 가장 만년에는 뉴욕에서 독일인 기자가 "무슨 사람" 물어 그 언론인의 기대되는 답인 "독일인"와는 전혀 다르게"나는 보헤미안입니다(Ich bin einBöhme.)"이라고 답했다. 흑맥주를 좋아했으나 본인은 그렇게 술에 강하지 않았다.
성격은 불같이 화를 잘냈고 완벽주의에 괴팍했다. 무자비할 정도의 완벽주의자로서 말러는 음악에 있어서 그 누구와도 타협을 하지 않았으며 양보도 하지 않았다. 타인의 자존심에 상처를 주기 일쑤였고 일방적인 대화에 자주 몽상에 빠지기도 했다. 게다가 조울증, 정신강박증도 있어서 어떨 때는 기분이 업다운되기까지도 했다. 지휘자로서 양보와 타협을 모르는 완고함, 무자비한 완벽주의, 자기중심적, 고압적, 신경질적인 성격이 따랐고 지휘대의 독재자라고 불렀다.
말러는 자신과 같은 계의 음악가이자 제자인 브루노 발터, 오토 클렘페러에게도 큰 영향을 미치고 있다. 특히 발터는 말러에 심취하고, 음악적인 면만 아니라 친구처럼 말러를 적극적으로 보좌했다. 클렘페러는 말러의 추천에 의해 지휘자로 시작할 수 있었고 그 일에 대해서 훗날까지 말러에 감사했다. 그 외, 빌럼 멩엘베르흐와 오스카 프리트와 같은 당시의 일류 지휘자도 말러와 교류하며 크게 영향을 받았다. 특히 멩엘베르흐는 말러로부터 "내 작품을 마음놓고 맡길 만큼 신용할 수 있는 인간은 따로 없다"라는 평가를 받을 정도였다. 멩엘베르흐는 말러의 사후, 남겨진 작품을 소개하기 위해 노력했으며, 1920년 5월 6일부터 21일까지 말러의 교향곡 전곡을 연주했다.
한편 말러는 완고한 성격과 완벽주의로 인해 주위의 반발을 산 적도 많았다. 오케스트라 단원들은 말러의 고압적인 태도(리허설에서 참다못한 때에 바닥을 발로 구르고 음정이 나쁜 단원들과 아인 자츠가 갖추어지지 않을 때 지휘봉으로 지적하는 것 등)를 싫어했다. 당시의 반유대주의의 융성과 함께 말러에 대한 태도는 점점 굳어졌고, 어느 날, 바이올린 연주자 중 한 명이 "말러가 왜 저렇게 화를 내는지 전혀 이해할 수 없다. 한스 리히터도 심하지만요."라고 말했고, 다른 사람이 "그렇구나. 하지만 리히터도 한통속이다"고 말했다. 당시 빈의 음악 저널리즘에서도 반유대주의에 입각한 부당한 공격을 받았으며, 이들은 말러가 유럽에서 활동을 그만 두게 된 큰 요인이 되었다.
"언젠가 나의 시대가 올 것이다"라는 말러의 말은 1902년 2월 알마 앞 서한에서 리하르트 슈트라우스의 것을 언급한 때에 등장하고 있다.
“그(슈트라우스)의 시대는 끝나고 나의 시대가 올 것이다. 그것까지 내가 그대 곁에서 살아 있었으면 좋지만! 하지만 너는 나의 빛이여! 너는 분명 살아 그날을 찾는다!”

## 지휘자로서

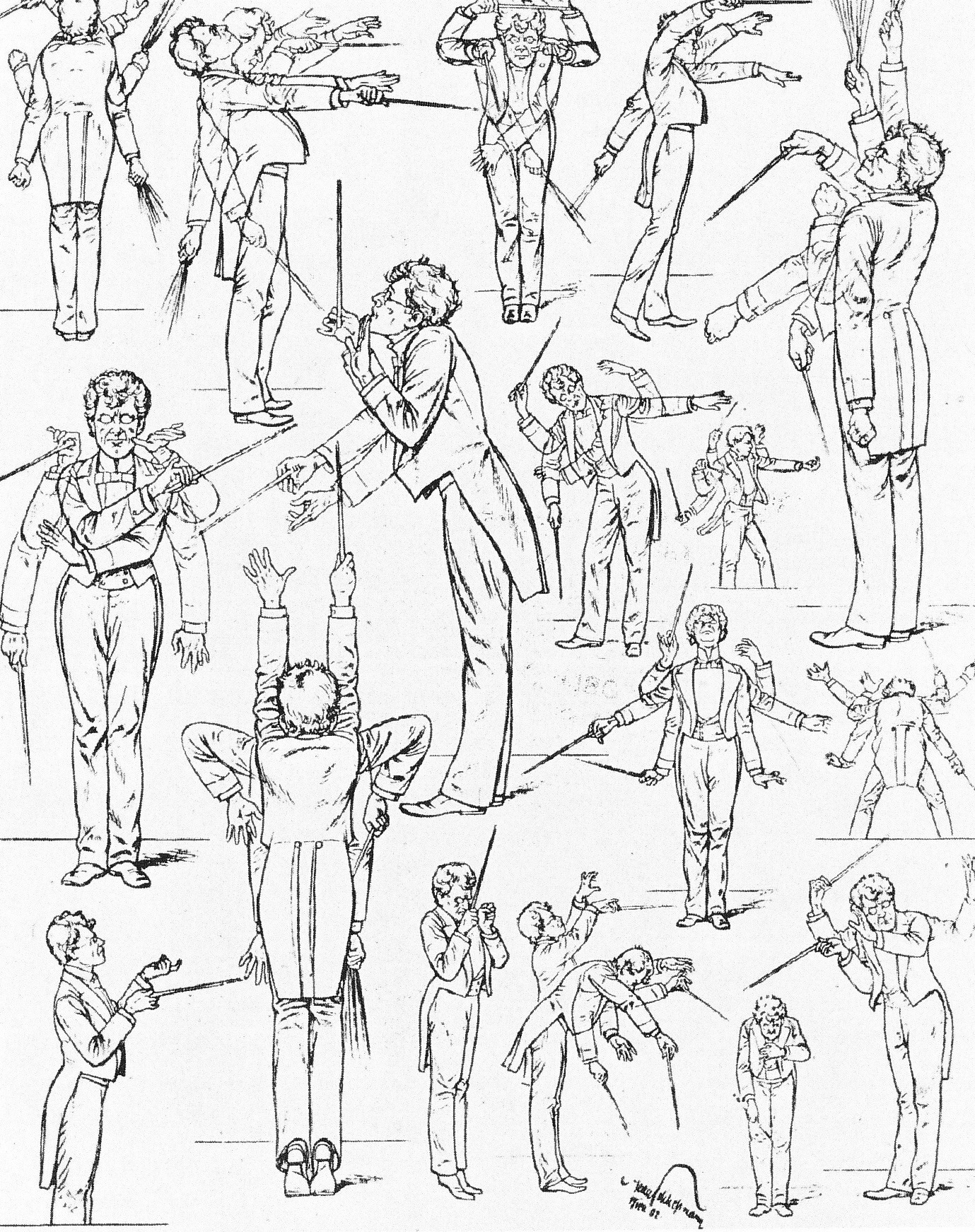
초현대적인 지휘자. (말러의 지휘 스타일을 풍자한 캐리어쳐)

말러는 당시 악단의 정점에 오른 최고의 지휘자였다. 음악성 이상으로 철저한 완벽주의, 완급 자재인 속도 변화, 극심한 몸짓과 소절선에 얽매이지 않은 초서적인 지휘법은 체험화할 만큼 강한 충격을 당시 사람들에게 주고 있다. 그 대표적인 캐리어쳐인 "초현대적인 지휘자"(Ein hypermoderner Dirigent)에는 1901년 빈 초기 시절 심한 운동을 동반한 말러 지휘 모습이 그려지고 있다. 또한 그 지휘 솜씨는 점차 평온한 것이어서, 만년에 의사는 심장 질환을 선고 받고는 "거의 불길에서 조용한 그림 같았다"(발터의 증언)과 다른 것이었다.
말러 지휘자로서의 명성은 벌써부터 나오고 있으며 1890년 12월 부다페스트에서 상연된 돈 조반니를 들은 브람스는 "진짜 돈 조반니를 듣기 위해서는 부다페스트에 가지 않으면 안 된다"고 말했다.
말러는 연주되는 곡에 대해서 악보를 수정, 편곡하는 경우가 많았고 후에 아르투로 토스카니니는 말러가 메트로폴리탄 가극장을 떠난 후 수정이 들어간 이들 악보를 보고 "말러 놈, 수치를 알라!(Shame on a man like Mahler!)"과 분개했다는 일화가 남아 있다. 무엇보다, 슈만의 교향곡 2번, 교향곡 3번의 연주에서는 토스카니니는 말러에 의한 오케스트레이션의 변경을 많이 채용하고 있다.
지휘에 대해서 말러의 말이 몇가지 남아 있다.
"모든 음의 길이가 정확히 나오면 그 템포가 바르다."
"음이 전후 서로 겹치고 프레이즈가 이해할 수 없게 된다면 그 템포가 너무 빠르다"
"식별할 수 있는 극한의 곳이 프레스토의 올바른 템포이다.그것을 넘으면 더 이상 무의미하다"
"청중이 아다지오에 따라오지 못할 때는 속도를 빠르게 하는 것이 아니라 반대로 미루었다"
말러는 지휘자로서 많은 개혁을 실행하고, 그것은 현대에도 계승되고 있다.

## 브루크너와의 관계
빈을 중심으로 활동한 교향곡 작곡가의 선배로서 36세 연상의 안톤 브루크너가 있어 말러는 브루크너와도 깊은 교류를 갖고 있다.
17세로 빈 음악원의 학생으로 말러는 브루크너의 화성학 강의를 듣고 있다. 그 해 말러는 브루크너의 교향곡 3번의 초연을 듣고 감명을 받았다. (1877년 12월 16일, 당시 작곡가 자신의 지휘로 이루어진 교향곡 3번의 초연 현장은 그야말로 ‘대재앙’이었다. 한 악장이 끝날 때마다 객석에 있던 청중은 하나 둘씩 연주회장을 빠져나갔고 연주가 다 끝날 무렵에 객석에는 고작 20여명의 청중만이 자리를 지키고 있었다. 그 20명의 청중 中 말러도 그자리에 있었다.) 이 곡을 ‘네 손을 위한 피아노곡’으로 편곡하여 이듬해인 1878년에 출판했다. 브루크너는 말러의 편곡에 아주 만족하여 그 답례로 말러에게 자신의 교향곡 3번의 총보를 선물했고, 이후 그들은 좋은 동료이자 친구가 되어 서로를 열렬히 숭배했다. 브루크너와 말러는 그 작곡 철학과 사상, 또 나이에도 큰 차이가 있는 말러 자신도 "나는 브루크너의 제자였던 적은 없다"이라고 술회하고 있는데, 그 우호 관계는 끊어지지 않았다. 알마는 " 말러의 브루크너에 대한 경애심은 평생 변하지 않았다"고 했다.

## 쇤베르크와의 관계
말러는 14세 연하인 아르놀트 쇤베르크의 재능을 높이 평가하고 깊은 우호 관계를 쌓았다.
그의 현악4중주 1번과 실내교향곡 1번의 초연에 말러는 함께 있었다. 이 연주회에서 귀가한 말러는 알마에게 이렇게 말했다."나는 쇤베르크의 음악을 모른다. 그러나 그는 젊다. 그가 옳은 것이다.나는 영감이 그의 음악을 따라가지 못하는 것" 쇤베르크도 당초는 말러의 음악을 싫어했지만 후에 의견을 바꾸어 "말러리안"이라고 자신을 지칭했다. 1910년 8월에는 과거 반발했음을 사과하고 말러의 빈 악단 복귀를 열망하는 내용의 서한을 연속해서 보냈다.

## 슈트라우스와의 관계
구스타프 말러와 리하르트 슈트라우스, 두 사람은 성장배경만큼이나 판이한 성격의 소유자들이었다. 다분히 감성 지향적이고 신경이 예민했으며 시간만 나면 자신만의 세계 안에서 고독을 즐겼던 말러와 달리, 슈트라우스는 이성적이고 계산적이었으며 틈나는 대로 동료음악가들과 카드노름을 즐길 정도로 사교적인 성격이었다. 두 사람은 상대방의 음악에 대해 잘 알고 있었고, 서로를 높이 평가하였다. 그리고 실제 삶 속에서도 이들은 막역한 관계였다. 두 사람은 1887년 라이프치히에서 처음 만난 이후, 말러가 먼저 세상을 떠날 때까지 긴밀한 교분을 나눴다. 알마 쉰들러는 두 사람 사이를 이렇게 회고했다. “두 사람이 길고도 열띤 토론을 나누는 동안, 나와 파울리네(슈트라우스의 아내)는 미용사, 블라우스, 최근에 읽은 소설 등등을 소재로 끊임없이 수다를 떨어야 했다. 그들은 결코 동의할 수 없는 사람들 마냥 계속해서 대화하는 것을 즐겼다.” 작곡과 지휘 양 분야 모두에 정통했던 두 사람은 서로의 작품을 지휘했던 경우도 여러 번이었다. 말러는 ‘차라투스트라는 이렇게 말했다’, ‘교향곡 3번 '가정'’, ‘영웅의 생애’, ‘돈 후안’과 같은 슈트라우스의 초·중기 관현악 걸작들을 수차례 지휘했고, 슈트라우스 역시 말러의 교향곡 2번과 교향곡 3번을 콘서트 무대에 올렸다. 지휘자로서 상대방의 작품을 세밀히 분석했던 경험은 서로의 음악세계를 보다 더 깊이 이해하는 데 큰 도움이 되었을 것이다. 말러는 우주를 향한 교향곡의 새로운 세계를 펼치며 다음 시대로의 무조적 가능성을 열어주었다면, 슈트라우스는 소우주인 인간의 새로운 드라마를 제시하며 오케스트라-비르투오시의 독보적인 가능성을 열었다.
이렇게 말러와 슈트라우스는 서로의 방향은 달랐지만 고전주의자로서의 위치를 버리지 않았다는 공통점을 갖고 있다.
말러와 슈트라우스는 독일계 후기 낭만주의 음악의 마지막 정점을 쌓아올린 두 개의 거대한 기둥이었다. 두 사람 모두 지휘자로서의 풍부한 경험을 바탕으로 방대한 편성의 오케스트라를 자유자재로 쥐락펴락했던 관현악법의 명수들이었고, 그와 반대로 시에 담긴 순수한 서정을 섬세하게 풀어놓았던 리트의 대가들이기도 했다. 낭만음악의 전통을 기반으로 20세기 음악의 새로운 세계를 예비했다는 측면에서도 공통점이 있다. 말러는 슈트라우스를 두고 이렇게 말했다. “슈트라우스와 나는 하나의 산을 각기 다른 비탈에서 오르고 있다. 우리는 언젠가 만나게 될 것이다.” 부연하자면 표면적인 스타일이나 방법론적인 측면에서는 차이가 있겠지만, 자신들이 추구하는 음악적인 지향점은 크게 다르지 않다는 것을 스스로 인정한다는 의미였을 것이다. 당대의 사람들에게 있어서 말러는 ‘작곡을 부업으로 하는 지휘자’로 받아들여졌다. 그들은 포디움 위에 우뚝 선 마에스트로 말러에게는 열광하였지만, 그가 바쁜 일정을 쪼개어가며 틈틈이 작곡했던 교향곡과 가곡들에는 그다지 열렬한 환호를 보내지 않았다. 하지만 말러는 자신의 작품들이 제대로 받아들여질 때가 올 것임을 의심치 않았다. “아직 나의 때가 오지 않았다.” 그리고 그의 예언 아닌 예언은 결국 한 세기가 지나기도 전에 실현되었다. 슈트라우스는 생전에 이미 작곡가로서 최고의 명성을 누렸다. 그는 세월이 흐름에 따라 대중의 취향이 어떻게 바뀌는지를 제대로 파악하였고, 그들의 기호에 부응하는 음악을 끊임없이 만들어내면서 60년이 넘는 긴 세월 동안 독일을 대표하는 작곡가라는 지위를 누릴 수 있었다. 제3제국과 2차대전을 거치는 동안, 나치 부역자라는 오명과 함께 시대의 흐름에 역행하는 수구적인 작곡가의 대표인물로 여겨지면서 그의 음악세계가 평가 절하되었던 시기도 있었지만, 그 위상은 오래지 않아 복원되었다. 그리고 탄생 150주년이었던 2014년을 전후에서 그 어느 때보다도 그의 작품들이 세계 각지에서 널리 연주되고 있다.

## 주요 작품

### 교향곡

#### 초기 (1~4번)
이 시기에 말러는 〈“어린이의 이상한 뿔피리”에 의한 노래〉에서 많은 주제를 차용했다. 때문에 이 시기를 '뿔피리 시기'라고도 한다.
- 《교향곡 1번 라장조》, “거인” (1884–1888)
- 《교향곡 2번 다단조》, “부활” (1888–1894)
- 《교향곡 3번 라단조》, (1895–1896)
- 《교향곡 4번 사장조》, “천상의 삶” (1899–1901)

#### 중기 (5~8번)
- 《교향곡 5번 올림다단조》, (1901–1902)
  - 참고 : 이 교향곡은 올림 C 단조로 시작하지만, 작곡가 자신이 출판사에 보낸 편지에서는 “전체 교향곡의 조성을 말한다는 것이 어렵고, 오해를 막기 위해 조성 표시를 빼는 게 가장 좋겠다”라고 말했다.
- 《교향곡 6번 가단조》, “비극적” (1903–1904)
- 《교향곡 7번 마단조》, “밤의 노래” (1904–1905)
- 《교향곡 8번 내림마장조》, “천인” (1906–1907)
  - 참고 : 교향곡 7번과 8번 부제는 말러 자신이 지은 것이 아니다. 사실, 작곡가 자신은 7번과 8번 교향곡의 부제에 대해 불만을 표시했다. 교향곡 7번의 부제는 교향곡 1번, 6번, 8번의 그것만큼 자주 쓰이지는 않는다.

#### 후기 (대지의 노래~10번)
- 《교향곡 가단조 ‘대지의 노래’》, 교향곡-연가곡 (1907–1908)
  - 참고 : 이 곡은 교향곡이자 연가곡으로도 분류한다. 말러는 이 곡에 교향곡으로 번호 붙이기를 꺼려했는데, 이는 9번의 저주에 대한 미신적인 두려움 때문이었다. 작곡자 자신의 피아노 반주판도 존재한다.

- 《교향곡 9번 라장조》, ‘죽음의 교향곡’ (1909–1910) 장조 곡이라고 명시되지만 장조와는 거리가 멀다.
- 《교향곡 10번 올림바장조》, 미완성 (1910–1911) (미완성; 연속된 '처음부터 끝까지'의 1945마디의 초고는 존재하지만, 상당 부분이 완전히 발전하지 못했고, 대부분이 오케스트레이션이 되어 있지 않다.)
  - 다양한 완성본
    - 아다지오와 연옥 부분, 에른스트 크레넥 (1924)
    - 데릭 쿡, 다음 사람의 도움을 받아: 베르톨트 골트슈미트, 콜린 매슈, 데이비드 매슈 (1960, 1964, 1976, 1989)
    - 조셉 휠러 (1948–1965)
    - 클린턴 카펜터 (1966)
    - 레모 마제티 주니어 (1989)
    - 루돌프 바르샤이 (2000)
    - 니콜라 사말레와 주세페 마추카 (2002)

  - 여러 위대한 말러 지휘자 - 라파엘 쿠벨리크, 레너드 번스타인, 베르나르트 하이팅크 - 가 여러 가지 이유로 교향곡 10번의 다양한 '완성본' 중 어느 것도 연주하기를 거절했다. 특히 말러의 제자였던 브루노 발터는 10번 자체를 강하게 부정했다. 이 거절은 심지어 쿠크 버전에까지 확장되었다 - 쿠크와 그의 공동 작업자들은 말러를 제외한 그 누구도 절대 교향곡 10번을 '완성'할 수 없다는 것을 잘 알고 있었고, 따라서 그들의 악보를 ‘완성본’이라고 표현하기보다 단순히 “초고의 연주 가능 버전”으로만 표현했음에도 불구하고 말이다. 하지만, 미하엘 길렌, 리카르도 샤이, 싸이먼 래틀 경 같은 현시대의 말러 지휘자들은 대부분 완성판을 수용하고 연주회의 레퍼토리로 올리고 있다.

#### 초기 습작
- 《학생교향곡》 (말러가 최초로 작곡한 교향곡이지만 소실)
- 《교향곡 마단조》 (소실)
- 《북극교향곡》 (초기 습작 中 3번째 작품이지만 만족할 만하게 만들어지지 못해서 결국 폐기)

### 가곡
- 〈탄식의 노래〉, 독창과 어린이 합창 혼성 합창 및 관현악 반주를 위한 극적 칸타타 (1880)
  - 참고 : 1880년은 초판이 완성한 해. 1901년 2월17일, 빈에서 작곡자 자신의 지휘로 초연됐을 때는 개정된 악보를 사용함.

- 〈2개의 노래〉, 테너와 피아노를 위한 2개의 가곡 (1880)
- 〈젊은 날의 노래〉, 피아노 반주의 열네 개의 가곡, 총 3집의 독립가곡으로 구성 (1880–1891)
- 〈방황하는 젊은이의 노래〉, 피아노 또는 관현악 반주의 가곡 (1883–1885)
- 〈어린이의 이상한 뿔피리〉, 피아노 또는 관현악 반주의 가곡 (1892–1898)
  - 〈기상나팔〉, 피아노 또는 관현악 반주의 성악곡, 제7곡 (1899)
  - 〈소년 고수〉, 피아노 또는 관현악 반주의 성악곡, 제3곡 (1901)
- 〈뤼케르트 가곡〉, 피아노 또는 관현악 반주의 가곡 (1901–1903)
  - 참고 : “아름다워서 사랑한다면”곡은 작곡자 자신의 피아노 반주에 의한 악보만 존재한다. 연주회에서 연주되는 관현악 반주판은 말러 자신이 편곡한 것이 아닌 막스 부트만에 의한 편곡판이다.

- 〈죽은 아이를 그리는 노래〉, 관현악 반주의 가곡 (1901–1904)
  - 주의 : 피아노 반주에 의한 악보도 존재. 그러나 제1곡인 “이제 빛나는 해가 떠오른다”의 피아노 반주판은 행방불명.
- 가곡〈터키인에게는 아름다운 딸이 있다〉(소실됨)

### 실내악곡
- 〈피아노 4중주 가단조〉, 피아노와 현악 3종 반주의 중주곡,16세때 작곡(1876) (1악장만 완성되고 나머지 3개 악장은 완성되지 않았으나 슈니트케와 프리드리히 류엘이 스케르초 2악장을 완성함)
- 〈피아노 4중주 2번〉 (소실됨)
- 〈피아노 5중주 1번〉 (소실됨)

### 오페라
- 〈슈바벤의 에른스트 공작〉(Herzog Ernst von Schwaben) (1876-1878)(파기함)
- 〈아르고 호의 용사들〉(Die Argonauten) (1878-1880)(미완성,소실됨)
- 〈뤼베짤〉(Rübezahl)(1879-1883)(소실됨)

말러는 오페라를 3편이나 작곡했는데 첫 작품 〈슈바벤의 에른스트 공작〉은 작곡가 자신이 파기, 〈아르고 호의 용사들〉,〈뤼베짤〉은 소실되어 모두 현존하지 않고 이름만 전해진다.
(슈바벤의 에른스트 공작을 왜 파기했는지는 아직까지 미스터리로 남아있다. 초연 실패로 상심해 파기했거나, 완벽주의 성격인 탓에 결점이 있다고 보아서 파기했다는 설이 있다.)

### 기타 작품
- 〈장례제전〉교향곡 2번 1악장의 원형곡
- 〈미완성 스케르초〉
- 〈블루미네〉교향곡 1번의 원래 2악장이었다가 독립적으로 때어낸 관현악곡 (연주시간: 7분 30초, 8분)
- 〈교향적 전주곡〉국제 말러 협회에서는 말러의 작품으로 인정하지 않는다. (브루크너의 작품으로 판명)

### 소실된 작품
- 〈야상곡〉(소실됨)
- 〈서주가 있는 장송행진곡〉6살에 작곡된 말러 최초의 작품이지만 사라짐
- 〈피아노 소품 모음곡〉(소실됨)
- 〈2개의 리트〉(소실됨)
- 〈극 부수 음악〉(소실됨)
- 〈바이올린 소나타〉(소실됨)

## 참고 문헌
- 테오도어 아도르노, '말러. 음악적 인상학', 이정하 옮김, 책세상 2004. ISBN 978-89-7013-451-2.
- Adorno, Theodor Wiesengrund. (1996). Mahler: A Musical Physiognomy. Chicago: University of Chicago Press. ISBN 0-226-00769-3.
- Blaukopf, Kurt. (1973). Gustav Mahler. Harmondsworth: Allen Lane. ISBN 0-7139-0464-X.
- De La Grange, Henry-Louis. (1995). Gustav Mahler: Vienna: The Years of Challenge (1897-1904) (Vol. 2). Oxford University Press. ISBN 0-19-315159-6.
- De La Grange, Henry-Louis. (2000). Gustav Mahler: Vienna: Triumph and Disillusion (1904-1907) (Vol. 3). Oxford University Press. ISBN 0-19-315160-X.
- Machlis, J. and Forney, K. (1999). The Enjoyment of Music: An Introduction to Perceptive Listening (Chronological Version) (8th ed.). New York: Norton. ISBN 0-393-97299-2.
- Sadie, S. (Ed.). (1988). The Grove Concise Dictionary of Music. London: Oxford University Press. ISBN 0-333-43236-3.
- 스티브 존슨, 《말러와 1910년의 세계》_〈교향곡 8번〉의 탄생, 이석호 옮김, 포노, 2023.
- 스티브 존슨, 《말러, 그 삶과 음악》, 임선근 옮김, 포노, 2011.
- 브루노 발터, 《구스타프 말러》_온 세상을 담은 음악, 김병화 옮김, 포노, 2023.
- 길버트 캐플런, 《말러 앨범》, 임선근 옮김, 포노, 2011.
- 볼프강 샤우플러, 《말러를 찾아서》, 홍은정 옮김, 포노, 2019.